# Kaliningrad K-8
O Kaliningrad K-8 foi um míssil ar-ar desenvolvido na União Soviética, sendo o primeiro do tipo de médio alcance.

## História

### Projeto
O projeto do K8 foi iniciado em 30 de dezembro de 1954, através da resolução nº 2543-1224 do Conselho de Ministros da União Soviética. Apesar de ter sido desenvolvido pelo projetista Matus Bisnovat, do escritório Vympel, sua fabricação foi confiada ao escritório OKB-339 Kaliningrad (que também fabricou o sistema de defesa  antiaérea 9K31 Strela-1). O primeiro protótipo não foi aceito pelas forças soviéticas, servido de base para uma versão melhorada chamada R-8M. Sua primeira aparição pública se deu no desfile aéreo realizado no Dia da Aviação Soviética de 1961, quando o K-8 apareceu transportado pelo recém lançado  bombardeiro Yakovlev Yak-28.

### Em operação

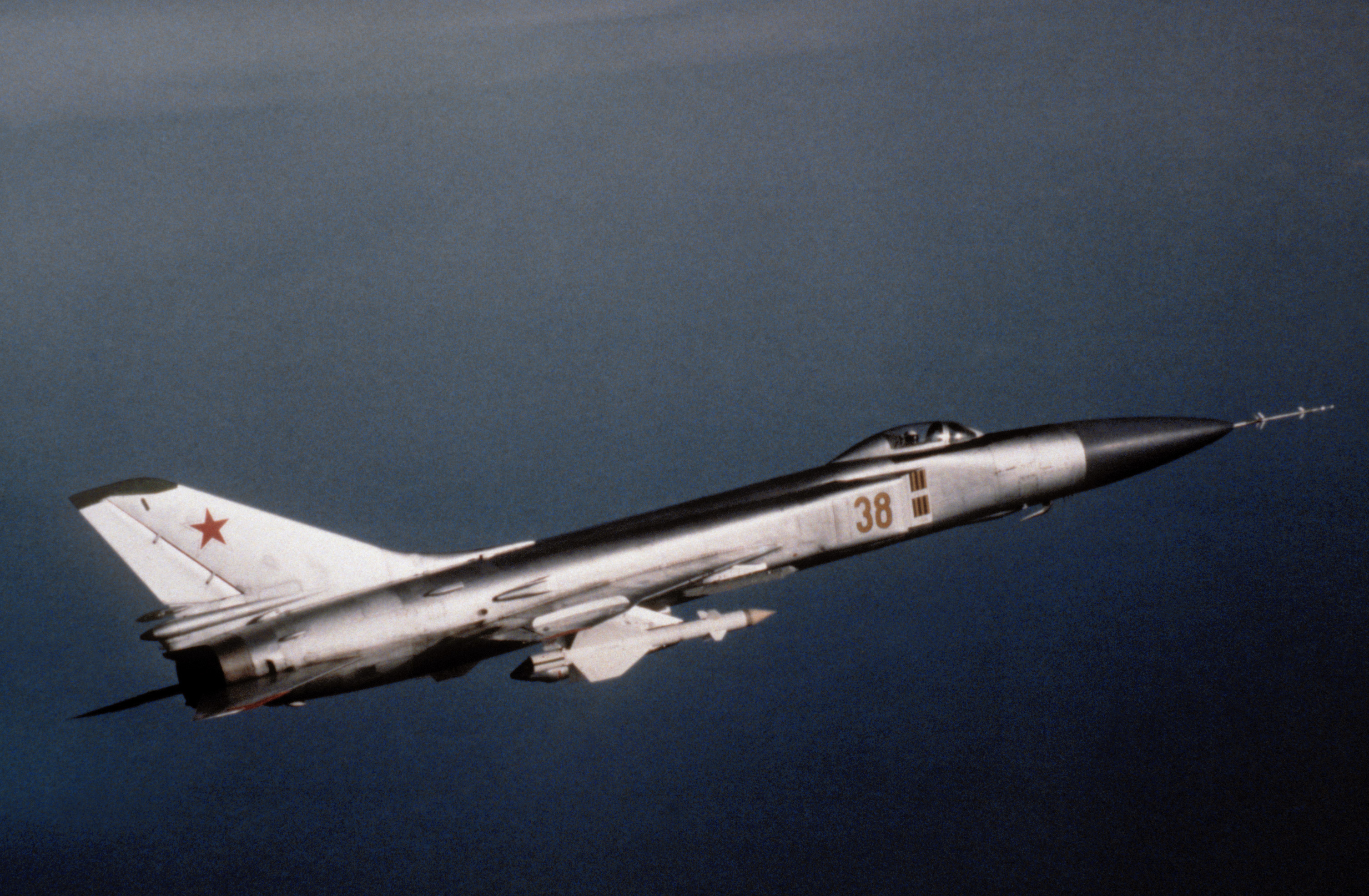
Su-15 transportando um par de mísseis K-8

O míssil K-8 entrou em serviço em 1960 nas Forças de Defesa Aérea Soviética (PVO), equipando os aviões Yakovlev Yak-28, Sukhoi Su-11 e Sukhoi Su-15 (seu principal transportador). Em 1 de setembro de 1983 um Su-15 derrubou o Voo KAL 007 com o míssil K-8, sendo seu emprego mais conhecido. Com o fim da União Soviética, o míssil foi aposentado em nome de novas armas como o Vympel R-27.